# Amaxia disconsistens
Amaxia disconsistens är en fjärilsart som beskrevs av Paul Dognin 1923. Amaxia disconsistens ingår i släktet Amaxia och familjen björnspinnare. Inga underarter finns listade i Catalogue of Life.